# (9196) Sukagawa
(9196) Sukagawa (1992 WP5) – planetoida z pasa głównego asteroid okrążająca Słońce w ciągu 3,29 lat w średniej odległości 2,21 j.a. Odkryta 27 listopada 1992 roku.